# Giải Sao Thổ cho dựng phim xuất sắc nhất
Giải Sao Thổ cho dựng phim xuất sắc nhất (tên ban đầu là Giải Sao Thổ cho dựng phim đột phá) là một trong các giải thưởng thường niên do Viện Hàn lâm phim Khoa học viễn tưởng, Tưởng tượng và Kinh dị Hoa Kỳ trao tặng. Giải Sao Thổ, vốn là giải thưởng điện ảnh lâu đời nhất tri ân các thành tựu điện ảnh về khoa học viễn tưởng, kỳ ảo và kinh dị, đã thêm vào cơ cấu giải thưởng hạng mục Dựng phim xuất sắc nhất từ lễ trao giải lần thứ 5, tức là năm 1977.
Giải thưởng này đã bị bỏ sau hai lần trao giải vào năm 1977 và 1978, nhưng sau đó lại được vinh danh lại từ Giải Sao Thổ lần thứ 38 vào năm 2011. Paul Hirsch, người chiến thắng giải thưởng này lần đầu tiên vào năm 1977 với Chiến tranh giữa các vì sao, đã tiếp tục giành chiến thắng lần thứ hai vào 34 năm sau đó với Nhiệm vụ bất khả thi: Chiến dịch bóng ma, và hiện đang là người duy nhất chiến thắng hạng mục này hai lần.

## Giải thưởng và đề cử
"†" thể hiện phim điện ảnh giành chiến thắng Giải Oscars ở hạng mục tương tự.
"‡" thể hiện phim điện ảnh được đề cử Giải Oscars ở hạng mục tương tự.

### Thập niên 1970
| Năm      | Nhà dựng phim                             | Phim                          |
| -------- | ----------------------------------------- | ----------------------------- |
| 1977 (5) | Paul Hirsch, Marcia Lucas và Richard Chew | Chiến tranh giữa các vì sao † |
| 1978 (6) | Joe Dante và Mark Goldblatt               | Piranha                       |

### Thập niên 2010
| Năm       | Nhà dựng phim                                                       | Phim                                     |
| --------- | ------------------------------------------------------------------- | ---------------------------------------- |
| 2011 (38) | Paul Hirsch                                                         | Nhiệm vụ bất khả thi: Chiến dịch bóng ma |
| 2011 (38) | Maryann Brandon và Mary Jo Markey                                   | Super 8                                  |
| 2011 (38) | Mark Day                                                            | Harry Potter và Bảo bối Tử thần – Phần 2 |
| 2011 (38) | Michael Kahn                                                        | Những cuộc phiêu lưu của Tintin          |
| 2011 (38) | Kelly Matsumoto, Fred Raskin và Christian Wagner                    | Fast & Furious 5: Phi vụ Rio             |
| 2011 (38) | Thelma Schoonmaker                                                  | Hugo ‡                                   |
| 2012 (39) | Alexander Berner                                                    | Mây Atlas                                |
| 2012 (39) | Stuart Baird và Kate Baird                                          | Tử địa Skyfall                           |
| 2012 (39) | Bob Ducsay                                                          | Sát thủ xuyên không                      |
| 2012 (39) | Jeffrey Ford và Lisa Lassek                                         | Biệt đội siêu anh hùng                   |
| 2012 (39) | John Gilroy                                                         | The Bourne Legacy                        |
| 2012 (39) | Tim Squyres                                                         | Cuộc đời của Pi ‡                        |
| 2013 (40) | Alfonso Cuarón và Mark Sanger                                       | Cuộc chiến không trọng lực †             |
| 2013 (40) | Peter Amundson và John Gilroy                                       | Siêu đại chiến                           |
| 2013 (40) | Alan Edward Bell                                                    | The Hunger Games: Bắt lửa                |
| 2013 (40) | Mark Day                                                            | Đã đến lúc                               |
| 2013 (40) | Daniel P. Hanley và Mike Hill                                       | Đường đua nghẹt thở                      |
| 2013 (40) | Christian Wagner, Kelly Matsumoto và Dylan Highsmith                | Fast & Furious 6                         |
| 2014 (41) | James Herbert và Laura Jennings                                     | Cuộc chiến luân hồi                      |
| 2014 (41) | Jeffrey Ford và Matthew Schmidt                                     | Captain America 2: Chiến binh mùa đông   |
| 2014 (41) | Fred Raskin, Hughes Winborne và Craig Wood                          | Vệ binh dải Ngân Hà                      |
| 2014 (41) | Lee Smith                                                           | Hố đen tử thần                           |
| 2014 (41) | William Goldenberg và Tim Squyres                                   | Không khuất phục                         |
| 2014 (41) | John Ottman                                                         | X-Men: Ngày cũ của tương lai             |
| 2015 (42) | Maryann Brandon và Mary Jo Markey                                   | Star Wars: Thần lực thức tỉnh ‡          |
| 2015 (42) | Dan Lebental và Colby Parker, Jr.                                   | Người kiến                               |
| 2015 (42) | Christian Wagner, Dylan Highsmith, Kirk Morri, và Leigh Folsom Boyd | Fast & Furious 7                         |
| 2015 (42) | Kevin Stitt                                                         | Thế giới khủng long                      |
| 2015 (42) | Eddie Hamilton và Jon Harris                                        | Mật vụ Kingsman                          |
| 2015 (42) | Margaret Sixel                                                      | Max điên: Con đường tử thần †            |
| 2016 (43) | Michael Kahn                                                        | Chuyện chưa kể ở xứ sở khổng lồ          |
| 2016 (43) | Stefan Grube                                                        | Căn hầm                                  |
| 2016 (43) | Joe Walker                                                          | Cuộc đổ bộ bí ẩn ‡                       |
| 2016 (43) | Jeffrey Ford và Matthew Schmidt                                     | Captain America: Nội chiến siêu anh hùng |
| 2016 (43) | Mark Livolsi                                                        | Cậu bé rừng xanh                         |
| 2016 (43) | John Gilroy, Colin Goudie, Jabez Olssen                             | Rogue One: Star Wars ngoại truyện        |
| 2017 (44) | Michael P. Shawver và Claudia Castello                              | Black Panther: Chiến binh Báo Đen        |
| 2017 (44) | Christian Wagner và Paul Rubell                                     | Fast & Furious 8                         |
| 2017 (44) | Gregory Plotkin                                                     | Trốn thoát                               |
| 2017 (44) | Michael McCusker và Dirk Westervelt                                 | Logan: Người sói                         |
| 2017 (44) | Sidney Wolinsky                                                     | Người đẹp và thủy quái ‡                 |
| 2017 (44) | Bob Ducsay                                                          | Star Wars: Jedi cuối cùng                |